# Cyrtodactylus hontreensis
Espèce
Cyrtodactylus hontreensis est une espèce de geckos de la famille des Gekkonidae.

## Répartition
Cette espèce est endémique de l'île Hon Tre dans la province de Kiên Giang au Viêt Nam.

## Étymologie
Son nom d'espèce, composé de huongson et du suffixe latin -ensis, « qui vit dans, qui habite », lui a été donné en référence au lieu de sa découverte.

## Publication originale
- Ngo, Grismer & Grismer, 2008 : A new endemic cave dwelling species of Cyrtodactylus Gray, 1827 (Squamata: Gekkonidae) in Kien Giang Biosphere Reserve, Southwestern Vietnam. Zootaxa, n. 1883, p. 53–62.